# Sitampurung (Tarutung)
Sitampurung is een bestuurslaag in het regentschap Tapanuli Utara van de provincie Noord-Sumatra, Indonesië. Sitampurung telt 797 inwoners (volkstelling 2010).